# مایکل سیمپلیسیو روستو
مایکل سیمپلیسیو روستو (به پرتغالی: Michel Simplício Rosseto) مهاجم اهل برزیل است که در شهر سائوپائولو و در تاریخ ۲۶ مارس ۱۹۸۶ به دنیا آمده‌است.
مایکل سیمپلیسیو روستو در تیم‌های فوتبال Figueirense سابقهٔ حضور دارد.